# Минаев, Пётр Николаевич
Пётр Николаевич Минаев (1927—2001) — советский и российский инженер-энергетик, организатор энергетических систем. Заслуженный энергетик РСФСР (1988). Почётный гражданин Неклиновского района (2000). Почётный гражданин Таганрога (1999).

## Биография
Родился 14 сентября 1927 года в селе Троицком, Неклиновского района Ростовской области. 
С 1944 года в период Великой Отечественной войны одновременно с обучением в Таганрогском строительном техникуме, П. Н. Минаев начал свою трудовую деятельность рабочим, принимал участие в восстановлении Таганрогского металлургического завода имени А. А. Андреева. 
С 1948 года был направлен в город Днепропетровск Украинской ССР, где начал работать мастером строительно-монтажного треста «Днепротяжстроя». С 1949 года был направлен в город Таганрог, Ростовской области: с 1949 по 1972 годы  П. Н. Минаев работал в должностях — электромонтёра, мастера, начальника группы подстанций, заместителем директора и главным инженером Юго-Западных электрических сетей «Ростовэнерго». Без отрыва от основной деятельности обучался на заочном отделении Новочеркасского политехнического института.
С 1972 по 2001 годы, в течение двадцати девяти лет был руководителем Юго-Западных электрических сетей «Ростовэнерго». Под руководством П. Н. Минаева, Юго-Западные электрические сети на протяжении многих лет считались одним из ведущих предприятий в системе топливно-энергетического комплекса страны. С именем П. Н. Минаева были связаны наиболее заметные и значимые вехи в зарождении и развитии энергетических систем города Таганрога: строительства и ввода в эксплуатацию линий электропередач, узловых, сельских и городских подстанций. Под его руководством и при непосредственном участии решались социально-экономические вопросы энергетиков: строились как жилой так и социальный фонд, оказывалась поддержка объектам культуры, медицинским, дошкольным и образовательным учреждениям.
В 1988 году Указом Президиума Верховного Совета РСФСР «за заслуги в области энергетики» П. Н. Минаеву было присвоено почётное звание — Заслуженный энергетик РСФСР. 
В 1999 году «за выдающиеся заслуги перед городом и районом» П. Н. Минаеву было присвоено почётное звание — Почётный гражданин Таганрога, в 2000 году — Почётный гражданин Неклиновского района.

## Награды
- Орден Дружбы народов (1981[2])
- Орден Почёта (1996 — «За заслуги перед государством, большой вклад в развитие топливно-энергетического  комплекса и многолетний добросовестный труд»[5])

- Медаль «За доблестный труд в Великой Отечественной войне 1941—1945 гг.»[4]

## Звания
- Заслуженный энергетик РСФСР (1988[3])
- Почётный гражданин Таганрога (№ 640 от 29.07.1999[2])
- Почётный гражданин Неклиновского района (2000[4])

## Память
- 28 июня 2007 года на здании ОАО «Ростовэнерго» по улице Ф. Э. Дзержинского, 144 была установлена мемориальная доска Минаеву Петру Николаевичу с надписью: «Здесь с 1949 по 2001 г.г. работал Пётр Николаевич Минаев — Заслуженный энергетик Российской Федерации, Почётный энергетик Минтопэнерго Российской Федерации, Почётный гражданин города Таганрога» (№ 499 от 28.06.2007[6])